# Marlon Vera
Marlon Andrés Vera Delgado (Chone, Manabí, 2 de diciembre de 1992), también conocido como Chito Vera, es un artista marcial mixto ecuatoriano que actualmente compite en la categoría de peso gallo de Ultimate Fighting Championship (UFC). Desde el 6 de agosto de 2024, está en la posición #7 del ranking de peso gallo de UFC.

## Primeros años
Marlon Vera nació en 1992, en Chone, Manabí, Ecuador. A la edad de 16 años inició su entrenamiento de artes marciales mixtas con Frank Vidal en Guayaquil, con el que también aprendió técnicas de jiu-jitsu, muay thai y boxeo.

## Carrera de artes marciales mixtas
Un año después, en 2010, tuvo su primer encuentro profesional en la ciudad de Quito, ganando el evento. En 2011 luchó en Quito ante contrincantes internacionales de Perú y Colombia, a los cuales derrotó.
En 2013 fue invitado al evento Panamá Fight League por los directivos que vieron videos de peleas de Vera en internet, y ganó un campeonato de artes marciales mixtas en dicho evento.
En el 2015 logró cinta negra en jiu-jistsu brasileño.

### The Ultimate Fighter Latinoamérica
En 2014 después de una larga preparación y de haber postulado como candidato al aclamado reality de la UFC "The Ultimate Fighter" en su versión Latinoamérica, Marlon Vera fue incluido en dicho reality en el equipo Werdum (Latinoamérica) para enfrentar al equipo Velásquez (México). Marlon Vera tuvo su aparición en el sexto episodio del reality para así enfrentarse al experimentado peleador Henry "Bure" Briones, después de una gran pelea Marlon Vera logró noquear a Briones, haciendo así su paso a la semifinal del torneo. La próxima pelea de Vera sería contra Alejandro "Diablito" Pérez, sin embargo, Vera no pudo participar debido a un problema de su piel, y fue reemplazado por Guido Cannetti.

### Ultimate Fighting Championship

#### 2014
Vera hizo su debut oficial contra su compañero Marco Beltrán el 15 de noviembre de 2014, en UFC 180. Perdió la pelea por decisión unánime.

#### 2015
En su siguiente pelea, Vera enfrentó a Roman Salazar el 8 de agosto de 2015, en UFC Fight Night 73. Ganó la pelea por sumisión en el segundo asalto. Esta victoria lo hizo merecedor de su primer premio de Actuación de la Noche.

#### 2016
Vera enfrentó a Davey Grant el 27 de febrero de 2016, en UFC Fight Night 84. Perdió la pelea por decisión unánime.
Vera enfrentó a Ning Guangyou el 27 de noviembre de 2016, en UFC Fight Night 101. Ganó la pelea por decisión unánime.

#### 2017
Vera reemplazó a un lesionado  Henry Briones para enfrentar a Brad Pickett el 18 de marzo de 2017, en UFC Fight Night 107. Debido al breve aviso y la preparación para Vera, la pelea fue disputada con un peso de 140 lbs. Ganó la pelea a través del TKO en el tercer asalto. Esta victoria lo hizo merecedor de su segundo premio de Actuación de la Noche.
Vera enfrentó a Brian Kelleher el 22 de julio de 2017, en UFC on Fox 25. Ganó la pelea por sumisión en el primer asalto.
Vera enfrentó a John Lineker el 28 de octubre de 2017, en UFC Fight Night 119. Perdió la pelea por decisión unánime.

#### 2018
Vera enfrentó a Douglas Silva de Andrade el 3 de febrero de 2018, en UFC Fight Night 125. Perdió la pelea por decisión unánime.
Vera enfrentó a Wuliji Buren el 8 de agosto de 2018, en UFC 227. Ganó la pelea por TKO en el segundo asalto.
Vera enfrentó a Guido Cannetti el 17 de noviembre de 2018, en UFC Fight Night 140. Ganó la pelea por sumisión en el segundo asalto.

#### 2019
Vera enfrentó a Frankie Saenz el 23 de marzo del 2019, en UFC Fight Night 148. Ganó la pelea por TKO en el primer asalto.
Vera enfrentó al debutante Nohelin Hernández el 6 de julio de 2019, en UFC 239. Ganó la pelea por sumisión (rear-naked choke) en el segundo asalto.
Vera enfrentó Andre Ewell el 12 de octubre de 2019, en UFC on ESPN+ 19. Ganó la pelea por TKO en el tercer asalto. Esta victoria lo hizo merecedor de su tercer premio de Actuación de la Noche.

#### 2020
Vera estaba programado para enfrentar a Eddie Wineland el 28 de marzo de 2020, en UFC on ESPN: Ngannou vs. Rozenstruik. Sin embargo, el evento fue aplazado y posteriormente cancelado debido a la pandemia por COVID-19. En su lugar, Vera enfrentó a Song Yadong en una pelea de peso pluma el 16 de mayo de 2020, en UFC on ESPN 8. Perdió la pelea por decisión unánime. Esta pelea lo hizo merecedor de su primer premio de Pelea de la Noche.
Vera enfrentó a Sean O'Malley el 15 de agosto de 2020, en UFC 252. Ganó la pelea por TKO en el primer asalto.
Vera enfrentó a José Aldo el 19 de diciembre del 2020, en UFC Fight Night 183. Perdió la pelea por decisión unánime.

#### 2021
Marlon tuvo una revancha ante Davey Grant el 19 de junio del 2021, en UFC on ESPN 25. Ganó la pelea por la vía de la decisión unánime. Esta pelea lo hizo merecedor de su segundo premio de Pelea de la Noche.
Vera enfrentó a Frankie Edgar el 6 de noviembre del 2021, en UFC 268. Ganó la pelea por KO en el tercer asalto. Esta victoria lo hizo merecedor de su cuarto premio de Actuación de la Noche.

#### 2022
Vera enfrentó a Rob Font el 30 de abril de 2022, en UFC on ESPN 35. Ganó la pelea por decisión unánime. Esta pelea lo hizo merecedor de su tercer premio de Pelea de la Noche.
Vera enfrentó a Dominick Cruz el 13 de agosto de 2022, en UFC on ESPN 41. Ganó la pelea por KO en el cuarto asalto. Esta victoria lo hizo merecedor de su quinto premio de Actuación de la Noche.

#### 2023
Vera estaba programado para enfrentar a Cory Sandhagen el 18 de febrero de 2023, en UFC Fight Night 219. Sin embargo, la pelea fue trasladada al 25 de marzo, en UFC on ESPN 43  por razones no reveladas. Perdió la pelea por decisión dividida.
Vera estaba programado para enfrentar a Henry Cejudo el 19 de agosto de 2023, en UFC 292. Sin embargo, el 29 de junio de 2023, Cejudo se retiró de la pelea por una lesión en el hombro, y fue reemplazado por Pedro Munhoz. Ganó la pelea por decisión unánime. 

#### 2024: Oportunidad por el Campeonato Mundial de Peso Gallo de UFC
Vera enfrentó a Sean O'Malley en una revancha por el Campeonato Mundial de Peso Gallo de UFC el 9 de marzo de 2024, en UFC 299. Perdió la pelea por decisión unánime.
Vera enfrentó al ex-Campeón Mundial de Peso Mosca de UFC Deiveson Figueiredo el 3 de agosto de 2024, en UFC on ABC 7. Perdió la pelea por decisión unánime.

## Vida personal
Se casó con la también ecuatoriana María Paulina Escobar en 2012.
Vera y su esposa María Paulina tienen dos hijas, Ana Paula nacida en 2011 y Eliana nacida en 2018, y un hijo, José Ignacio nacido en 2015.
En 2017, Vera firmó un contrato publicitario con Pepsi, para aparecer en vallas publicitarias en todo Ecuador.

## Campeonatos y logros

### Artes marciales mixtas
- Ultimate Fighting Championship
  - Actuación de la Noche (Cinco veces) vs. Roman Salazar, Brad Pickett, Andre Ewell, Frankie Edgar y Dominick Cruz[49][50][51][52][53]
  - Pelea de la Noche (Tres veces) vs. Song Yadong, Davey Grant y Rob Font[26][54][55]
    - Empatado (con Rob Font) por la cuarta mayor cantidad de bonos post-pelea en la historia de la división de peso gallo de UFC (6)[56]

  - Mayor cantidad de finalizaciones en la historia de la división de peso gallo de UFC (10)[57]
  - Empatado (con Petr Yan y Montel Jackson) por la mayor cantidad de knockdowns en la historia de la división de peso gallo de UFC (10)
  - Empatado con Pedro Munhoz) por la mayor cantidad de peleas en la historia de la división de peso gallo de UFC (21)[58]
  - Mayor cantidad de tiempo de pelea en la historia de la división de peso gallo de UFC (4:39:51)
  - Empatado (con T.J. Dillashaw) por la segunda mayor cantidad de victorias en la historia de la división de peso gallo de UFC (13)[58]
  - Empatado (con Sean O'Malley y Rob Font) con la mayor cantidad de nocauts en la historia de la división de peso gallo de UFC (6)[58]
  - Empatado (con Kang Kyung-ho y Aljamain Sterling) por la tercera mayor cantidad de sumisiones en la historia de la división de peso gallo de UFC (4)[56]
  - Mayor cantidad de intentos de sumisión en la historia de la división de peso gallo de UFC (16)
  - Tercero por la mayor cantidad de golpes significativos conectados en la historia de la división de peso gallo de UFC (1135)[56]
- ESPN
  - Peleador con Mayor Mejoría del Año 2022[59]

## Récord en artes marciales mixtas
| Récord profesional | Récord profesional | Récord profesional |
| 34 peleas          | 23 victorias       | 10 derrotas        |
| ------------------ | ------------------ | ------------------ |
| Nocaut             | 8                  | 0                  |
| Sumisión           | 10                 | 0                  |
| Decisión           | 5                  | 10                 |
| Empates            | 1                  | 1                  |

| Resultado | Récord  | Oponente                 | Método                            | Evento                                  | Fecha                   | Ronda | Tiempo | Localización            | Notas                                                                      |
| --------- | ------- | ------------------------ | --------------------------------- | --------------------------------------- | ----------------------- | ----- | ------ | ----------------------- | -------------------------------------------------------------------------- |
| Derrota   | 23–10–1 | Deiveson Figueiredo      | Decisión (unánime)                | UFC on ABC: Sandhagen vs. Nurmagomedov  | 3 de agosto de 2024     | 3     | 5:00   | Abu Dhabi               |                                                                            |
| Derrota   | 23–9–1  | Sean O'Malley            | Decisión (unánime)                | UFC 299                                 | 9 de marzo de 2024      | 5     | 5:00   | Miami, Florida          | Por el Campeonato de Peso Gallo de UFC.                                    |
| Victoria  | 23–8–1  | Pedro Munhoz             | Decisión (unánime)                | UFC 292                                 | 19 de agosto de 2023    | 3     | 5:00   | Boston, Massachusetts   |                                                                            |
| Derrota   | 22–8–1  | Cory Sandhagen           | Decisión (dividida)               | UFC on ESPN: Vera vs. Sandhagen         | 25 de marzo de 2023     | 5     | 5:00   | San Antonio, Texas      |                                                                            |
| Victoria  | 22–7–1  | Dominick Cruz            | KO (patada a la cabeza)           | UFC on ESPN: Vera vs. Cruz              | 13 de agosto de 2022    | 4     | 2:17   | San Diego, California   | Actuación de la Noche.                                                     |
| Victoria  | 21–7-1  | Rob Font                 | Decisión (unánime)                | UFC Fight Night: Font vs. Vera          | 30 de abril de 2022     | 5     | 5:00   | Las Vegas, Nevada       | Pelea en peso pactado (138.5 lbs); Font no dio el peso. Pelea de la Noche. |
| Victoria  | 20–7–1  | Frankie Edgar            | KO (patada frontal)               | UFC 268                                 | 6 de noviembre de 2021  | 3     | 3:50   | Nueva York              | Actuación de la Noche.                                                     |
| Victoria  | 19–7–1  | Davey Grant              | Decisión (unánime)                | UFC on ESPN: The Korean Zombie vs. Ige  | 19 de junio de 2021     | 3     | 5:00   | Las Vegas, Nevada       | Pelea de la Noche.                                                         |
| Derrota   | 18–7–1  | José Aldo                | Decisión (unánime)                | UFC Fight Night: Thompson vs. Neal      | 19 de diciembre de 2020 | 3     | 5:00   | Las Vegas, Nevada       |                                                                            |
| Victoria  | 18–6–1  | Sean O'Malley            | TKO (golpes y codazos)            | UFC 252                                 | 15 de agosto de 2020    | 1     | 4:40   | Las Vegas, Nevada       |                                                                            |
| Derrota   | 17–6–1  | Song Yadong              | Decisión (unánime)                | UFC on ESPN: Overeem vs. Harris         | 16 de mayo de 2020      | 3     | 5:00   | Jacksonville, Florida   | Pelea en peso pluma. Pelea de la Noche.                                    |
| Victoria  | 17–5–1  | Andre Ewell              | TKO (codazos y golpes)            | UFC Fight Night: Joanna vs. Waterson    | 12 de octubre de 2019   | 3     | 3:17   | Tampa, Florida          | Actuación de la Noche.                                                     |
| Victoria  | 16–5–1  | Nohelin Hernández        | Sumisión (rear-naked choke)       | UFC 239                                 | 6 de julio de 2019      | 2     | 3:25   | Paradise, Nevada        |                                                                            |
| Victoria  | 15–5–1  | Frankie Saenz            | TKO (golpes)                      | UFC Fight Night: Thompson vs. Pettis    | 23 de marzo de 2019     | 1     | 1:25   | Nashville, Tennessee    |                                                                            |
| Victoria  | 14–5–1  | Guido Cannetti           | Sumisión (rear-naked choke)       | UFC Fight Night: Magny vs. Ponzinibbio  | 17 de noviembre de 2018 | 2     | 1:31   | Buenos Aires            |                                                                            |
| Victoria  | 13–5–1  | Wuliji Buren             | TKO (golpes)                      | UFC 227                                 | 4 de agosto de 2018     | 2     | 4:53   | Los Ángeles, California |                                                                            |
| Derrota   | 12–5–1  | Douglas Silva de Andrade | Decisión (unánime)                | UFC Fight Night: Machida vs. Anders     | 3 de febrero de 2018    | 3     | 5:00   | Belém                   |                                                                            |
| Derrota   | 12–4–1  | John Lineker             | Decisión (unánime)                | UFC Fight Night: Brunson vs. Machida    | 28 de octubre de 2017   | 3     | 5:00   | São Paulo               |                                                                            |
| Victoria  | 12–3–1  | Brian Kelleher           | Sumisión (armbar)                 | UFC on Fox: Weidman vs. Gastelum        | 22 de julio de 2017     | 1     | 2:18   | Uniondale, Nueva York   |                                                                            |
| Victoria  | 11–3–1  | Brad Pickett             | TKO (patada a la cabeza y golpes) | UFC Fight Night: Manuwa vs. Anderson    | 18 de marzo de 2017     | 3     | 3:50   | Londres                 | Pelea en peso pactado (140 lbs). Actuación de la Noche.                    |
| Victoria  | 10–3–1  | Ning Guangyou            | Decisión (unánime)                | UFC Fight Night: Whittaker vs. Brunson  | 27 de noviembre de 2016 | 3     | 5:00   | Melbourne               | Pelea en peso pluma.                                                       |
| Derrota   | 9–3–1   | Davey Grant              | Decisión (unánime)                | UFC Fight Night: Silva vs. Bisping      | 27 de febrero de 2016   | 3     | 5:00   | Londres                 |                                                                            |
| Victoria  | 9–2–1   | Roman Salazar            | Sumisión (triangle choke)         | UFC Fight Night: Teixeira vs. St. Preux | 8 de agosto de 2015     | 2     | 2:15   | Nashville, Tennessee    | Actuación de la Noche.                                                     |
| Derrota   | 8–2–1   | Marco Beltrán            | Decisión (unánime)                | UFC 180                                 | 15 de noviembre de 2014 | 3     | 5:00   | Ciudad de México        |                                                                            |
| Victoria  | 8–1–1   | D'Juan Owens             | Sumisión (heel hook)              | Inka FC 24                              | 23 de octubre de 2013   | 1     | 1:54   | Lima                    |                                                                            |
| Derrota   | 7–1–1   | Bruno Leandro Lobato     | Decisión (unánime)                | Inka FC 23                              | 24 de agosto de 2013    | 3     | 5:00   | Lima                    |                                                                            |
| Empate    | 7–0–1   | Fábio Bispo              | Empate                            | Inka FC 22                              | 29 de junio de 2013     | 3     | 5:00   | Lima                    |                                                                            |
| Victoria  | 7–0     | Luis Roberto Herrera     | Sumisión (rear-naked choke)       | FMP 16                                  | 25 de mayo de 2013      | 2     | 1:54   | Chihuahua               |                                                                            |
| Victoria  | 6–0     | Joel Iglesias            | KO (codazos)                      | 300 Sparta                              | 24 de abril de 2013     | 1     | 4:04   | Lima                    |                                                                            |
| Victoria  | 5–0     | Javier Umana Muñoz       | Sumisión (triangle choke)         | Panama Fight League 13                  | 18 de enero de 2013     | 2     | 4:44   | Ciudad de Panamá        |                                                                            |
| Victoria  | 4–0     | Alexis Patino Pinos      | Sumisión (armbar)                 | Punisher Machala 4                      | 26 de mayo de 2012      | 1     | 4:00   | Guayaquil               |                                                                            |
| Victoria  | 3–0     | Jack Guzmán              | Sumisión (triangle choke)         | Samurai FC 7                            | 20 de febrero de 2012   | 1     | N/A    | Quito                   |                                                                            |
| Victoria  | 2–0     | César Moreno             | Decisión (unánime)                | Ecuador MMA 2                           | 18 de junio de 2011     | 3     | 5:00   | Santa Elena             |                                                                            |
| Victoria  | 1–0     | Romel Orosco             | Sumisión (armbar)                 | Quito Fight Club 3                      | 24 de julio de 2010     | 2     | 1:12   | Guayaquil               |                                                                            |